# 永昌寺
永昌寺（えいしょうじ）
- 永昌寺 (芦別市) - 北海道芦別市にある曹洞宗の寺院[1]
- 永昌寺 (北海道黒松内町) -  北海道寿都郡黒松内町にある曹洞宗の寺院[2]
- 永昌寺 (青森県鯵ヶ沢町) - 青森県西津軽郡鯵ヶ沢町にある日蓮宗の寺院[3]
- 永昌寺 (北上市) - 岩手県北上市にある曹洞宗の寺院[4]
- 永昌寺 (岩手県雫石町) - 岩手県岩手郡雫石町にある曹洞宗の寺院[5]
- 永昌寺 (仙台市) - 宮城県仙台市にある曹洞宗の寺院[6]
- 永昌寺 (山形県河北町) - 山形県西村山郡河北町にある曹洞宗の寺院[7]
- 永昌寺 (喜多方市) - 福島県喜多方市にある曹洞宗の寺院[8]
- 永昌寺 (二本松市) - 福島県二本松市にある曹洞宗の寺院[9]
- 永昌寺 (福島県浅川町) - 福島県石川郡浅川町にある曹洞宗の寺院[10]
- 茨城県古川市にある曹洞宗の寺院 → 大聖院 (古河市)
- 永昌寺 (太田市) - 群馬県太田市にある曹洞宗の寺院[11]
- 永昌寺 (群馬県南牧村) - 群馬県甘楽郡南牧村にある曹洞宗の寺院[12]
- 永昌寺 (さいたま市) - 埼玉県さいたま市にある曹洞宗の寺院[13]
- 永昌寺 (飯能市) - 埼玉県飯能市にある曹洞宗の寺院[14]
- 永昌寺 (久喜市) - 埼玉県久喜市にある曹洞宗の寺院[15]
- 永昌寺 (埼玉県小川町) - 埼玉県比企郡小川町にある曹洞宗の寺院[16]
- 永昌寺 (市原市月崎) - 千葉県市原市月崎にある曹洞宗の寺院[17]
- 永昌寺 (市原市村上) - 千葉県市原市村上にある曹洞宗の寺院[18]
- 永昌寺 (東京都港区) - 東京都港区にある曹洞宗の寺院[19]
- 永昌寺 (杉並区) - 東京都杉並区にある曹洞宗の寺院[20]
- 永昌寺 (台東区) - 東京都台東区にある浄土宗の寺院[21]、講道館発祥の地として知られる[21]
- 永昌寺 (横浜市) - 神奈川県横浜市にある曹洞宗の寺院[22]
- 永昌寺 (茅ヶ崎市) - 神奈川県茅ヶ崎市にある曹洞宗の寺院[23]
- 永昌寺 (厚木市) - 神奈川県厚木市にある曹洞宗の寺院[24]
- 永昌寺 (富山県立山町) - 富山県中新川郡立山町にある曹洞宗の寺院[25]
- 永昌寺 (福井市) - 福井県福井市にある曹洞宗の寺院[26]
- 永昌寺 (福井県おおい町) - 福井県大飯郡おおい町にある曹洞宗の寺院[27]
- 永昌寺 (福井県若狭町) - 福井県三方上中郡若狭町にある曹洞宗の寺院[28]
- 永昌寺 (山梨県市川三郷町) - 山梨県西八代郡市川三郷町にある曹洞宗の寺院[29]
- 永昌寺 (千曲市) - 長野県千曲市にある曹洞宗の寺院[30]
- 永昌寺 (高山市) - 岐阜県高山市にある臨済宗妙心寺派の寺院、飛騨三十三観音霊場25番
- 永昌寺 (関市小瀬) - 岐阜県関市小瀬にある曹洞宗の寺院[31]
- 永昌寺 (関市武芸川町) - 岐阜県関市武芸川町にある臨済宗妙心寺派の寺院[32]、美濃三十三観音霊場5番札所
- 永昌寺 (関市吉野町) - 岐阜県関市吉野町にある日蓮宗の寺院[33]
- 永昌寺 (中津川市) - 岐阜県中津川市にある臨済宗妙心寺派の寺院[34]、青面金剛庚申塔は市の有形文化財[35]
- 永昌寺 (伊東市) - 静岡県伊東市にある曹洞宗の寺院[36]
- 永昌寺 (岡崎市) - 愛知県岡崎市にある曹洞宗の寺院[37]
- 永昌寺 (豊川市江島町) - 愛知県豊川市江島町にある曹洞宗の寺院[38]
- 永昌寺 (豊川市樽井町) -  愛知県豊川市樽井町にある曹洞宗の寺院[39]
- 永昌寺 (豊川市八幡町) - 愛知県豊川市八幡町にある曹洞宗の寺院[40]
- 永昌寺 (愛知県南知多町) - 愛知県知多郡南知多町にある曹洞宗の寺院[41]
- 永昌寺 (尾鷲市) - 三重県尾鷲市にある曹洞宗の寺院[42]
- 永昌寺 (三重県多気町) - 三重県多気郡多気町にある曹洞宗の寺院[43]
- 永昌寺 (三重県紀北町) - 三重県北牟婁郡紀北町にある曹洞宗の寺院[44]
- 永昌寺 (甲賀市) - 滋賀県甲賀市にある天台宗の寺院[45]
- 永昌寺 (南丹市) - 京都府南丹市にある曹洞宗の寺院[46]
- 永昌寺 (神戸市) - 兵庫県神戸市にある曹洞宗の寺院[47]
- 永昌寺 (加古川市) - 兵庫県加古川市にある臨済宗妙心寺派の寺院[48]
- 永昌寺 (倉吉市) - 鳥取県倉吉市にある曹洞宗の寺院[49]、十三重塔は県指定文化財[50]
- 永昌寺 (浜田市) - 島根県浜田市にある曹洞宗の寺院[51]
- 永昌寺 (出雲市) - 島根県出雲市にある曹洞宗の寺院[52]
- 永昌寺 (安来市) - 島根県安来市にある曹洞宗の寺院[53]
- 永昌寺 (雲南市) - 島根県雲南市にある浄土宗の寺院[54]
- 永昌寺 (庄原市) -  広島県庄原市にある曹洞宗の寺院[55]
- 永昌寺 (愛媛県松野町) - 愛媛県北宇和郡松野町にある曹洞宗の寺院[56]
- 永昌寺 (宿毛市) - 高知県宿毛市にある寺院
- 永昌寺 (糸島市) - 福岡県糸島市にある日蓮宗の寺院[57]
- 永昌寺 (佐賀県白石町) - 佐賀県杵島郡白石町にある曹洞宗の寺院[58]
- 永昌寺 (長崎市) - 長崎県長崎市にある曹洞宗の寺院[59]
- 永昌寺 (南島原市) - 長崎県南島原市にある日蓮宗の寺院[60]
- 永昌寺 (熊本県あさぎり町) - 熊本県球磨郡あさぎり町にある日蓮宗の寺院[61]